# 帕克希爾斯 (密蘇里州)
帕克希爾斯（英語：Park Hills）是位於美國密蘇里州聖弗朗索瓦縣的城市。

## 人口
根據2020年美國人口普查的數據，帕克希爾斯的面積為52.91平方千米，當中陸地面積為52.67平方千米，而水域面積為0.23平方千米。當地共有人口8587人，而人口密度為每平方千米162人。